# Oro Verde
Oro Verde is een plaats in het Argentijnse bestuurlijke gebied  Paraná in de provincie  Entre Ríos. De plaats telt 2548 inwoners.